# Гумт-Сук
Гумт-Сук (араб. حومة السوق) — місто в Тунісі, головне місто на острові Джерба. Входить до складу вілаєту Меденін. Станом на 2004 рік тут проживало 64 892 особи.